# Валье, Луис Мигель
Луис Мигель Валье Хуарес (исп. Luis Miguel Valle Juárez; 11 апреля 1989, Картаго, Коста-Рика) — коста-риканский футболист, полузащитник сборной Коста-Рики.

## Клубная карьера
Валье начал карьеру в клубе «Алахуэленсе». 26 июля 2009 года в матче против «Эредиано» он дебютировал в чемпионате Коста-Рики. 6 августа 2012 года в поединке против «Сан-Карлоса» Луис забил свой первый гол. В том же году он стал чемпионом Коста-Рики в составе клуба.

## Международная карьера
В 2011 году Валье попал в заявку национальной команды на участие Кубке Америки. В матче турнира против сборной Аргентины он дебютировал за сборную Коста-Рики.
В 2013 году в составе сборной он стал обладателем Центральноамериканского кубка.

## Достижения
Командные
«Алахуэленсе»
- Чемпионат Коста-Рики по футболу — Зимний чемпионат 2013

Международные
Коста-Рика
- Центральноамериканский кубок — 2013